# Всемирная газетная и новостная ассоциация
Всемирная газетная и новостная ассоциация (англ. World Association of Newspapers and News Publishers, or WAN-IFRA) — некоммерческая негосударственная организация, крупнейшее профессиональное объединение массмедиа и прессы, представляющее более 18 тысяч печатных изданий, 15 тысяч интернет-изданий, 3 тысячи издательских домов из более, чем 120 стран мира.
Ассоциация возникла в июле 2009 года в результате слияния Всемирной газетной ассоциации и IFRA - ведущей организацией по исследованиям и оказанию услуг в области медиа. За плечами этих организацию более, чем вековая история взаимоотношений в области периодической печати.
Располагая широкими возможностями в сфере обучения, проведения конференций, семинаров и исследовательских работ, ВГНА предоставляет широкий спектр своих услуг по всем аспектам печатной прессы и освещения новостей. Мероприятия, проводимые Ассоциацией, представляют обширную и информацию и рекомендации по стратегическим вопросом управления СМИ, вопросам редакционной политики и практики, внедрения контроля и повышения качества в производственных процессах, разработки экономических моделей во взаимоотношениях и рекламодателями и аудиторией, распространителями продукции и многое другое.

## События
ВГНА стала платформой информационного взаимодействия для обмена передовым опытом, идеями и полезной информацией для своих членов и других участников индустрии медиа.
Ассоциация ежегодно проводит два крупнейших мероприятия в мире печатной прессы и издательской индустрии.
Выставка IFRA Expo собирает представителей вместе издателей и представителей медиаиндустрии.
В рамках Всемирного саммита мировой прессы проходит три мероприятия — Всемирный газетный конгресс, Всемирный издательский Форум и Выставку информационных сервисов.
ВГНА является исследовательским центром индустрии СМИ. Здесь вырабатываются новые стратегии, бизнес- и управленческие модели для современной прессы. Членами Ассоциации опубликованы многочисленные исследования в области журналистики. Среди них доклад «Where NEWS?» — исследовательский проект, направленный на анализ проникновения новых социальных, технологических и рыночных реалий во взаимоотношения с потребителями информации. Ещё одно исследование — «Shaping the Future of the Newspaper» — посвящено драматическим изменениям на современном рынке печатной прессы и перспективам развития рынка печатных СМИ.
Инициативы ВГНА направлены на повышение роли прессы в современном обществе и уважении обществом этой роли. Ассоциация прилагает усилия по выработке и соблюдению авторских прав и глобальном информационном обществе, беспрепятственному освещению журналистами событий, имеющих общественное значение, внедрению «зеленых» технологий в индустрии.
Ассоциация представляет индустрию СМИ во на всех международных дискуссионных площадках — В ЮНЕСКО, Организации Объединённых Наций, Совете Европы.
ВГНА управляется из офисов в Дармштадте (Германия) и Париже (Франция), имеет представительства в Сингапуре, Индии, Испании, Франции и Швеции.
ВГНА работает в тесном сотрудничестве в ряде областей с Европейской Ассоциацией Издателей Газет (European Newspaper Publishers Association), главный офис которой находится в Брюсселе.
Всемирная газетная и новостная ассоциация является членом Международной ассоциации по защите свободы слова, которая отслеживает нарушения свободы слова по всему миру и защищает журналистов, писателей, пользователей интернета и других людей, которые несправедливо преследуются властями.